# المسيحية في سانت كيتس ونيفس

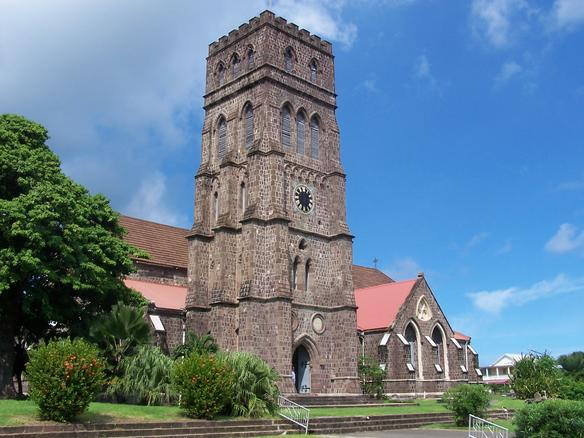
كنيسة سان جورج في باستير.

تُشكل المسيحية في سانت كيتس ونيفس أكثر الديانات إنتشاراً بين السكان، وفقًا لتعداد السكان لعام 2001 يعتنق غالبية سكان سانت كيتس ونيفس المسيحية دينًا على المذهب البروتستانتي ويتوزعون بين الأنجليكانية ومختلف المذاهب البروتستانتية ومن ثم الكاثوليكية. ويشكل أتباع الديانة المسيحية حوالي 79.7% من مجمل السكان، ويشكل أتباع الكنائسة البروتستانتية حوالي 71.7% من السكان في حين يُشَّكل أتباع الكنيسة الرومانية الكاثوليكية حوالي 6.7% من السكان ويشكل شهود يهوه حوالي 1.3% من السكان. يتوزع البروتستانت بين أتباع الكنيسة الأنجليكانية (20.6%)، والميثودية (19.1%)، والخمسينية (8.18%)، وكنيسة الله (6.8%)، والكنيسة المورافية (5.4%)، والكنيسة المعمدانية (4.7%)، والأدفنتست (4.6%)، والكنيسة المشيخية (0.2%) وجيش الخلاص (0.1%).
بدأت الكاثوليكية في الازدهار في جزيرة سانت كيتس ونيفس خلال القرن التاسع عشر بفضل المهاجرين الأيرلنديين والبرتغاليين. وفي عام 1858 تم تعيين أول كاهن رعية، وهو الكاهن فيليب لينش. ينتمي اليوم الكاثوليك في سانت كيتس ونيفيس إلى الأسقفية الرومانية الكاثوليكية للقديس يوحنا - باسيتر، والتي يقع مقرها في مدينة سانت جون في جزيرة أنتيغوا. في العاصمة باستير تتواجد كاتدرائية الحبل بلا دنس والتي بُنيت في عام 1856، وأعيد بناؤها بين عام 1927 وعام 1928. وتوجد في سانت كيتس رعيتين وهي رعية العائلة المقدسة والقلب المقدس، بالمقابل توجد في جزيرة نيفيس رعية القديسة تيريزا؛ وفي المجموع تتواجد أربعة أبرشيات كاثوليكية في البلاد.